# Jelle Zijlstra
Pour les articles homonymes, voir Zijlstra.
Jelle Zijlstra, né le 27 août 1918 à Oosterbierum et mort le 23 décembre 2001 à Wassenaar, est un économiste et homme d'État néerlandais membre du Parti antirévolutionnaire. Il est Premier ministre des Pays-Bas entre le 22 novembre 1966 et le 5 avril 1967 et président de la Banque centrale néerlandaise du 1er mai 1967 au 1er janvier 1982. Très respecté pour son expertise et son intégrité, il obtient le 30 avril 1983, le titre honorifique de ministre d'État.

## Biographie
Jelle Zijlstra est né à Oosterbierum le 27 août 1918. Après avoir terminé ses études secondaires, il étudie à l'École d'économie Pays-Bas (aujourd'hui Université Érasme de Rotterdam). Ses études ont été interrompues à deux reprises : d'abord par sa période de service militaire et plus tard quand il a dû aller se cacher en 1942 après avoir refusé de signer le serment de fidélité exigé aux étudiants par l'occupation allemande. Même ainsi, il a complété son diplôme en économie en octobre 1945.
Immédiatement après l'avoir obtenu, Zijlstra est devenu assistant de recherche à l'École d'économie des Pays-Bas, promu un an plus tard au poste d'assistant de recherche principal et en 1947 à celui de conférencier. En 1948, il a reçu un doctorat pour sa thèse sur la vitesse de circulation de l'argent et son incidence sur la valeur de la monnaie et l'équilibre monétaire. La même année, il a été nommé professeur d'économie théorique à l'Université libre d'Amsterdam.

### Politique
Il était membre du Parti antirévolutionnaire, qui a été absorbé en 1980 dans l'Appel démocrate-chrétien. Il a dirigé le Parti antirévolutionnaire à deux reprises, du 23 avril 1956 au 3 octobre 1956 et du 
29 décembre 1958 au 26 mai 1959.

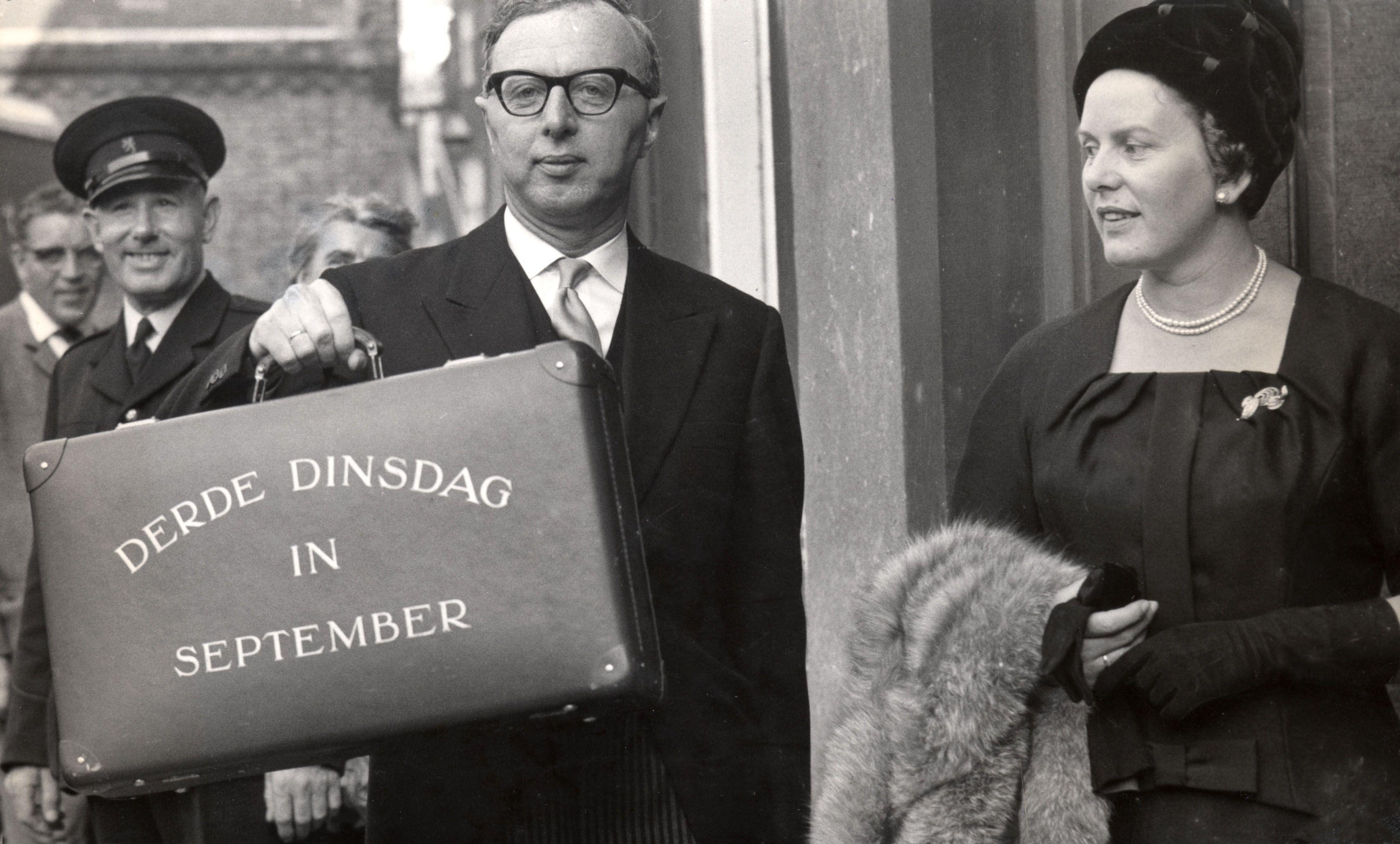
Jelle Zijlstra en tant que ministre des Finances, arrive avec sa femme Hetty Bloksma au Prinsjesdag de 1961, avec la valise du budget d'État.

Courtement député du 1er juillet 1956 au 3 octobre de la même année, il fut chef de groupe à la seconde Chambre du 14 juin 1956 jusqu'à sa démission du mandat. Il est devenu entre le 2 septembre 1952 et le 24 juillet 1963, successivement ministre des Affaires économiques dans le cabinet Drees III et IV et Beel II. Il a également été ministre des Finances dans le cabinet Beel II et De Quay.
À la suite de sa carrière ministérielle, Zijlstra effectue un retour à l'Université libre d'Amsterdam comme professeur de finances publiques, mais il a également été du 25 juin 1963 au 22 novembre 1966 sénateur. Après la chute du cabinet Cals, Zijlstra dirigea un gouvernement provisoire, cumulant les postes de Premier ministre des Pays-Bas et de ministre des Finances entre le 22 novembre 1966 et 5 avril 1967.
De 1967 jusqu'à 1981, il a été président de la Banque des Pays-Bas et au cours de cette période, également président de la Banque des règlements internationaux à Bâle. Il a siégé dans plusieurs conseils d'administration dans les secteurs public et privé.
Zijlstra est mort à Wassenaar le 23 décembre 2001 à l'âge de 83 ans.